# I liga argentyńska w piłce nożnej (1909)
Mistrzem Argentyny w roku 1909 został klub Alumni AC, a wicemistrzem Argentyny klub River Plate.
Z ligi spadły dwa kluby – Reformer Campana i Lomas Athletic Buenos Aires. Na ich miejsce awansował tylko jeden klub – Gimnasia y Esgrima Buenos Aires, co zmniejszyło ligę z 10 do 9 klubów.

## Primera División

### Kolejka 1
| Data        | Mecz |
| ----------- | --- |
| 2 maja 1909 | Alumni AC – Belgrano AC 3:0                                                                                           |
| 2 maja 1909 | River Plate – Argentino de CA Argentino de Quilmes 5:0 Hernán Rodríguez, Amaral, A. García, Politano, Elías Fernández |
| 2 maja 1909 | CA Estudiantes – Lomas Athletic Buenos Aires 4:2                                                                      |
| 2 maja 1909 | Porteño Buenos Aires – Reformer Campana 3:2                                                                           |

### Kolejka 2
| Data        | Mecz                                                               |
| ----------- | ------------------------------------------------------------------ |
| 9 maja 1909 | Porteño Buenos Aires – Belgrano AC 2:2                             |
| 9 maja 1909 | San Isidro Buenos Aires – Argentino de CA Argentino de Quilmes 2:0 |
| 9 maja 1909 | Lomas Athletic Buenos Aires – Quilmes Athletic Buenos Aires 1:1    |
| 9 maja 1909 | River Plate – Reformer Campana walkower dla River Plate            |

### Kolejka 3
| Data         | Mecz                                                                          |
| ------------ | ----------------------------------------------------------------------------- |
| 16 maja 1909 | Alumni AC – Porteño Buenos Aires 4:1                                          |
| 16 maja 1909 | River Plate – CA Estudiantes 3:0 Santiago Sayanes, J. Diggs, Hernán Rodríguez |
| 16 maja 1909 | San Isidro Buenos Aires – Lomas Athletic Buenos Aires 7:1                     |
| 16 maja 1909 | Argentino de CA Argentino de Quilmes – Belgrano AC 3:3                        |
| 16 maja 1909 | Reformer Campana – Quilmes Athletic Buenos Aires 5:1                          |

### Kolejka 4
| Data         | Mecz                                                                                    |
| ------------ | --------------------------------------------------------------------------------------- |
| 20 maja 1909 | River Plate – Porteño Buenos Aires 1:1 Hernán Rodríguez – ?                             |
| 20 maja 1909 | Alumni AC – Lomas Athletic Buenos Aires 8:1                                             |
| 20 maja 1909 | Argentino de CA Argentino de Quilmes – Quilmes Athletic Buenos Aires 2:0 J. Escobar (2) |
| 20 maja 1909 | Reformer Campana – Belgrano AC 2:1                                                      |

### Kolejka 5
| Data         | Mecz                                                   |
| ------------ | ------------------------------------------------------ |
| 23 maja 1909 | Belgrano AC – San Isidro Buenos Aires 3:1              |
| 23 maja 1909 | Quilmes Athletic Buenos Aires – CA Estudiantes 1:1     |
| 23 maja 1909 | Porteño Buenos Aires – Lomas Athletic Buenos Aires 3:1 |

### Kolejka 6
| Data         | Mecz                                                            |
| ------------ | --------------------------------------------------------------- |
| 30 maja 1909 | Alumni AC – Quilmes Athletic Buenos Aires 4:1                   |
| 30 maja 1909 | Porteño Buenos Aires – Argentino de CA Argentino de Quilmes 4:2 |
| 30 maja 1909 | Reformer Campana – San Isidro Buenos Aires 0:0                  |
| 30 maja 1909 | Belgrano AC – Lomas Athletic Buenos Aires 4:0                   |

### Kolejka 7
| Data            | Mecz                                                                 |
| --------------- | -------------------------------------------------------------------- |
| 27 czerwca 1909 | Alumni AC – CA Estudiantes 5:2                                       |
| 27 czerwca 1909 | Quilmes Athletic Buenos Aires – River Plate 0:3 Hernán Rodríguez (3) |

### Kolejka 8
| Data            | Mecz                                                                         |
| --------------- | ---------------------------------------------------------------------------- |
| 29 czerwca 1909 | San Isidro Buenos Aires – Porteño Buenos Aires 6:1                           |
| 29 czerwca 1909 | CA Estudiantes – Argentino de CA Argentino de Quilmes 1:2 ? – J. Escobar (2) |
| 29 czerwca 1909 | Quilmes Athletic Buenos Aires – Belgrano AC 4:0                              |
| 29 czerwca 1909 | River Plate – Lomas Athletic Buenos Aires 1:1 Cottman s – ?                  |

### Kolejka 9
| Data         | Mecz                                                                                         |
| ------------ | -------------------------------------------------------------------------------------------- |
| 4 lipca 1909 | River Plate – Alumni AC 1:3 Santiago Sayanes – ?, ?                                          |
| 4 lipca 1909 | Belgrano AC – Porteño Buenos Aires 1:0                                                       |
| 4 lipca 1909 | CA Estudiantes – Lomas Athletic Buenos Aires 1:0                                             |
| 4 lipca 1909 | Quilmes Athletic Buenos Aires – Argentino de CA Argentino de Quilmes 1:1 Murray – Goodfellow |

### Kolejka 10
| Data          | Mecz                                               |
| ------------- | -------------------------------------------------- |
| 10 lipca 1909 | Belgrano AC – Quilmes Athletic Buenos Aires 1:1    |
| 10 lipca 1909 | Reformer Campana – Lomas Athletic Buenos Aires 2:2 |

### Kolejka 11
| Data          | Mecz                                          |
| ------------- | --------------------------------------------- |
| 11 lipca 1909 | Belgrano AC – Lomas Athletic Buenos Aires 3:0 |

### Kolejka 12
| Data          | Mecz                             |
| ------------- | -------------------------------- |
| 18 lipca 1909 | Alumni AC – Reformer Campana 7:1 |
| 18 lipca 1909 | Belgrano AC – River Plate 6:0    |

### Kolejka 13
| Data          | Mecz                                                        |
| ------------- | ----------------------------------------------------------- |
| 25 lipca 1909 | Alumni AC – Belgrano AC 1:1                                 |
| 25 lipca 1909 | Quilmes Athletic Buenos Aires – San Isidro Buenos Aires 2:1 |
| 25 lipca 1909 | Porteño Buenos Aires – CA Estudiantes 3:1                   |
| 25 lipca 1909 | Lomas Athletic Buenos Aires – Reformer Campana 1:1          |

### Kolejka 14
| Data            | Mecz                                                   |
| --------------- | ------------------------------------------------------ |
| 1 sierpnia 1909 | Lomas Athletic Buenos Aires – Porteño Buenos Aires 2:1 |

### Kolejka 15
| Data            | Mecz                                                                   |
| --------------- | ---------------------------------------------------------------------- |
| 8 sierpnia 1909 | River Plate – Belgrano AC 1:4 Ameal – ?, ?                             |
| 8 sierpnia 1909 | Lomas Athletic Buenos Aires – Argentino de CA Argentino de Quilmes 1:1 |
| 8 sierpnia 1909 | Quilmes Athletic Buenos Aires – Reformer Campana 7:3                   |

### Kolejka 16
| Data             | Mecz |
| ---------------- | --- |
| 22 sierpnia 1909 | CA Estudiantes – Belgrano AC 4:1                                                                                   |
| 22 sierpnia 1909 | Argentino de CA Argentino de Quilmes – Reformer Campana 1:1                                                        |
| 22 sierpnia 1909 | San Isidro Buenos Aires – Lomas Athletic Buenos Aires 1:1                                                          |
| 22 sierpnia 1909 | River Plate – Quilmes Athletic Buenos Aires 4:1 J. Diggs, Hernán Rodríguez, Pascual Griffero, Santiago Sayanes – ? |

### Kolejka 17
| Data             | Mecz                                                                                     |
| ---------------- | ---------------------------------------------------------------------------------------- |
| 30 sierpnia 1909 | Belgrano AC – Argentino de CA Argentino de Quilmes 0:4 J. Escobar (3), Victorino Paulsen |
| 30 sierpnia 1909 | CA Estudiantes – Porteño Buenos Aires 4:0                                                |
| 30 sierpnia 1909 | Quilmes Athletic Buenos Aires – Lomas Athletic Buenos Aires 4:3                          |

### Kolejka 18
| Data            | Mecz                                                                                |
| --------------- | ----------------------------------------------------------------------------------- |
| 5 września 1909 | CA Estudiantes – River Plate 0:0 mecz przerwany – dokończony 11 listopada 1909 roku |

### Kolejka 19
| Data            | Mecz                                                 |
| --------------- | ---------------------------------------------------- |
| 8 września 1909 | Alumni AC – Argentino de CA Argentino de Quilmes 4:1 |
| 8 września 1909 | Reformer Campana – Belgrano AC 2:2                   |

### Kolejka 20
| Data             | Mecz                                                     |
| ---------------- | -------------------------------------------------------- |
| 12 września 1909 | Alumni AC – River Plate 0:1 Hernán Rodríguez             |
| 12 września 1909 | CA Estudiantes – Reformer Campana 5:0                    |
| 12 września 1909 | Quilmes Athletic Buenos Aires – Porteño Buenos Aires 3:2 |
| 12 września 1909 | San Isidro Buenos Aires – Belgrano AC 3:1                |

### Kolejka 21
| Data             | Mecz                                                              |
| ---------------- | ----------------------------------------------------------------- |
| 19 września 1909 | San Isidro Buenos Aires – River Plate 5:1 ?, ? – Santiago Sayanes |

### Kolejka 22
| Data             | Mecz                                                                                   |
| ---------------- | -------------------------------------------------------------------------------------- |
| 26 września 1909 | Alumni AC – San Isidro Buenos Aires 9:0                                                |
| 26 września 1909 | Porteño Buenos Aires – Argentino de CA Argentino de Quilmes 4:0                        |
| 26 września 1909 | CA Estudiantes – Belgrano AC 1:1                                                       |
| 26 września 1909 | Reformer Campana – River Plate 0:3 Pascual Griffero, Elías Fernández, Santiago Sayanes |

### Kolejka 23
| Data                | Mecz                                 |
| ------------------- | ------------------------------------ |
| 3 października 1909 | Alumni AC – Porteño Buenos Aires 4:1 |

### Kolejka 24
| Data                 | Mecz                                                                      |
| -------------------- | ------------------------------------------------------------------------- |
| 10 października 1909 | Porteño Buenos Aires – River Plate 4:2 ?, ? – A. García, Santiago Sayanes |
| 10 października 1909 | Quilmes Athletic Buenos Aires – San Isidro Buenos Aires 1:0               |
| 10 października 1909 | Argentino de CA Argentino de Quilmes – Lomas Athletic Buenos Aires 1:0    |
| 10 października 1909 | Reformer Campana – CA Estudiantes 1:1                                     |

### Kolejka 25
| Data                 | Mecz                                                                         |
| -------------------- | ---------------------------------------------------------------------------- |
| 17 października 1909 | Alumni AC – Quilmes Athletic Buenos Aires 6:3                                |
| 17 października 1909 | Porteño Buenos Aires – Reformer Campana 4:1                                  |
| 17 października 1909 | Argentino de CA Argentino de Quilmes – CA Estudiantes 1:10 J. Escobar – ?, ? |

### Kolejka 26
| Data                 | Mecz                                                   |
| -------------------- | ------------------------------------------------------ |
| 24 października 1909 | Quilmes Athletic Buenos Aires – CA Estudiantes 2:1     |
| 24 października 1909 | San Isidro Buenos Aires – Reformer Campana 4:0         |
| 24 października 1909 | Alumni AC – Lomas Athletic Buenos Aires 4:0            |
| 24 października 1909 | Argentino de CA Argentino de Quilmes – River Plate 0:2 |

### Kolejka 27
| Data                 | Mecz                                                     |
| -------------------- | -------------------------------------------------------- |
| 31 października 1909 | San Isidro Buenos Aires – Alumni AC 1:1                  |
| 31 października 1909 | Quilmes Athletic Buenos Aires – Porteño Buenos Aires 3:1 |

### Kolejka 28
| Data             | Mecz                                                                             |
| ---------------- | -------------------------------------------------------------------------------- |
| 1 listopada 1909 | CA Estudiantes – San Isidro Buenos Aires 2:1                                     |
| 1 listopada 1909 | Alumni AC – Argentino de CA Argentino de Quilmes 2:1                             |
| 1 listopada 1909 | Lomas Athletic Buenos Aires – River Plate 0:2 Santiago Sayanes, Hernán Rodríguez |

### Kolejka 29
| Data             | Mecz                           |
| ---------------- | ------------------------------ |
| 7 listopada 1909 | Alumni AC – CA Estudiantes 6:1 |

### Kolejka 30
| Data              | Mecz |
| ----------------- | --- |
| 11 listopada 1909 | CA Estudiantes – River Plate 0:2 J. Diggs, Santiago Sayanes dokończenie meczu przerwanego 5 września 1909 roku przy stanie 0:0 |
| 11 listopada 1909 | Argentino de CA Argentino de Quilmes – San Isidro Buenos Aires walkower dla Argentino de Quilmes                               |

### Kolejka 31
| Data              | Mecz                                                                   |
| ----------------- | ---------------------------------------------------------------------- |
| 14 listopada 1909 | River Plate – San Isidro Buenos Aires 3:1 Priano (2), Santiago Sayanes |

### Kolejka 32
| Data              | Mecz                                                                                  |
| ----------------- | ------------------------------------------------------------------------------------- |
| 21 listopada 1909 | CA Estudiantes – San Isidro Buenos Aires 1:0                                          |
| 21 listopada 1909 | Reformer Campana – Argentino de CA Argentino de Quilmes walkower dla Reformer Campana |
| 21 listopada 1909 | Alumni AC – Reformer Campana walkower dla Alumni AC                                   |
| 21 listopada 1909 | Porteño Buenos Aires – San Isidro Buenos Aires walkower dla San Isidro Buenos Aires   |

### Końcowa tabela sezonu 1909
| Poz | Klub                                 | Mecze | Zw | Rem | Por | Pkt | BrZd | BrStr |
| --- | ------------------------------------ | ----- | -- | --- | --- | --- | ---- | ----- |
| 1   | Alumni AC                            | 18    | 15 | 2   | 1   | 32  | 74   | 19    |
| 2   | River Plate                          | 18    | 11 | 2   | 5   | 24  | 35   | 26    |
| 3   | Quilmes Athletic Buenos Aires        | 18    | 8  | 4   | 6   | 20  | 36   | 39    |
| 4   | CA Estudiantes                       | 18    | 8  | 3   | 7   | 19  | 40   | 31    |
| 5   | Belgrano AC                          | 18    | 6  | 6   | 6   | 18  | 36   | 35    |
| 6   | San Isidro Buenos Aires              | 18    | 7  | 3   | 8   | 17  | 33   | 27    |
| 7   | Porteño Buenos Aires                 | 18    | 7  | 2   | 9   | 16  | 35   | 39    |
| 8   | Argentino de CA Argentino de Quilmes | 18    | 5  | 4   | 9   | 14  | 19   | 40    |
| 9   | Reformer Campana                     | 18    | 3  | 6   | 9   | 12  | 21   | 42    |
| 10  | Lomas Athletic Buenos Aires          | 18    | 1  | 6   | 11  | 8   | 17   | 48    |